# Шаров, Иван Александрович (Герой Советского Союза)
Ива́н Алекса́ндрович Шаров (29 августа 1911, с. Дубовицкое, Тамбовская губерния — 7 февраля 1943, станица Бриньковская, Краснодарский край) — майор Рабоче-крестьянской Красной Армии, участник Великой Отечественной войны, Герой Советского Союза (1943, посмертно). Командир 24-го отдельного истребительно-противотанкового артиллерийского дивизиона 351-й стрелковой дивизии 58-й армии Северо-Кавказского фронта.

## Биография
Родился 29 августа 1911 года в селе Дубовицкое Сукмановской волости Борисоглебского уезда в семье крестьянина. Русский. Окончил 7 классов, работал в селе, на шахтах Донбасса.
Призван в РККА в 1932 году. Окончил курсы младших лейтенантов в 1938 году. Участник советско-финской войны 1939—1940 годов. Член ВКП(б) с 1939 года.
С июня 1941 года участвовал в Великой Отечественной войне (Одесский военный округ) в обороне Одессы, Севастополя, Кавказа, в боях на Днестре. Дважды ранен и контужен.
В октябре 1941 года вместе с частями отдельной Приморской армии эвакуировался в Севастополь, в первых же ноябрьских боях был ранен, после излечения в январе 1942 года назначен командиром артиллерийской батареи, находящейся на южном скате Сапун-горы и оборонявшей дорогу в Севастополь со стороны Балаклавского залива.
В июне 1942 года временно назначен на место погибшего командира артиллерийского дивизиона, через 3 дня был серьёзно ранен и эвакуирован на Северный Кавказ, после выхода из Сухумского госпиталя в сентябре 1942 года капитан Шаров был назначен командиром 24-го отдельного истребительно-противотанкового дивизиона 37-й армии Закавказского фронта.
Особо отличился в ходе зимнего наступления советских войск 1943 года, когда при отражении контратаки противника у станицы Бриньковская (Приморско-Ахтарский район Краснодарского края) 7 февраля 1943 года с дивизионом уничтожил более 10 танков и значительное количество живой силы. Погиб в этом бою (схвачен и казнён) и был похоронен в станице, где ныне его именем названа улица и установлен бюст.
Указом Президиума Верховного Совета СССР от 21 апреля 1943 года за образцовое выполнение боевых заданий командования на фронте борьбы с немецко-фашистскими захватчиками и проявленные при этом мужество и героизм майору Шарову Ивану Александровичу присвоено звание Героя Советского Союза (посмертно).
Награждён орденом Ленина, двумя орденами Красного Знамени, орденом Красной Звезды, медалями.